# Исия
Исия Филосторгия (др.-греч. Ισιάς Φιλόστοργος, 70 — 38 до н. э.) — каппадокийская царевна, жена коммагенского царя Антиоха I.

## Биография
Исия жила в I в. до н. э. Она была смешанного греко-персидского происхождения — её отцом был царь Каппадокии Ариобарзана I и Афинаиды I Филосторгии, её братом был царь Ариобарзан II Филопатр.
Исию выдали замуж за коммагенского царя Антиоха I, и в этом браке родились 5 детей:
- Митридат II Коммагенский, ставший царём в 38 г. до н. э. после смерти Антиоха I
- Дочь Лаодика Парфянская, жена Орода II Парфянского
- Сын Антиох II Коммагенский
- Дочь Антиохия Коммагенская
- Дочь Афинаида Атропатенская, жена царя Мидии и Атропатены Артавазда

Между 30 и 20 гг. до н. э., предположительно в 38 г. до н. э., Исия скончалась. Её похоронили в гробнице в месте, называемом сегодня как Karakuş Tumulus, рядом с дочерьми Лаодикой и Антиохией и внучкой Акой I. В память о Лаодике Митридат воздвиг погребальный памятник. Этот памятник имел значительные размеры (21 метр), но от него к настоящему времени сохранилась только одна колонна со стелой. На стеле был запечатлён момент рукопожатия Митридата II и Лаодики. Сопутствующая надпись спустя тысячелетия сильно выветрилась, но в 1938 г. её смогли увидеть, прочитать и расшифровать:
Великий царь Митридат, сын великого царя Антиоха и царицы Исии, посвятил этот образ неувядаемой памяти царицы Лаодики, сестры царя и жены Орода, царя царей, и в её честь
Гробница была разрушена после того, как в 72 г. император Веспасиан присоединил Коммагену к Римской империи, а камень был использован для строительства.